# 千叶大学工业短期大学部
千叶大学工业短期大学部（日语：／ Chiba Daigaku Kōgyō Tanki Daigakubu *）是过去一所位于日本千叶县千叶市的国立短期大学。

## 概要

### 简介
- 短期大学为于1952年开办。招収男女学生从开办到1975年、停办于1979年[1][2]。

### 历史
- 1952年 千叶大学工业短期大学部成立并同时设置三个学科、以下列举[2]
  - 印刷工程学科第二部
  - 相片工程学科第二部
- 1957年 木材工艺科第二部成立。
- 1959年 工业设计学科第二部成立。
- 1965年 两个学科成立、以下列举。
  - 机械工程学科第二部
  - 电机工程学科第二部
- 1966年 工业化学科第二部成立。
- 1975年 最后一年招生、次年停止招生（正式停办于1979年3月31日[1]）。

## 学校环境
- 校区：在了千叶县千叶市[注 1]

## 历任校长
- 香月秀雄：最后短期大学校长[3]。

## 组织

### 学科
- 印刷工程学科第二部
- 相片工程学科第二部
- 木材工艺科第二部
- 工业设计学科第二部
- 机械工程学科第二部
- 电机工程学科第二部
- 工业化学科第二部

### 专科
| - 没有 |

### 业余课程
| - 没有 |

## 相关链接
- 日本短期大学列表